# Tratna ob Voglajni
Tratna ob Voglajni este o localitate din comuna Šentjur, Slovenia, cu o populație de 25 de locuitori.